# Коко Меланж

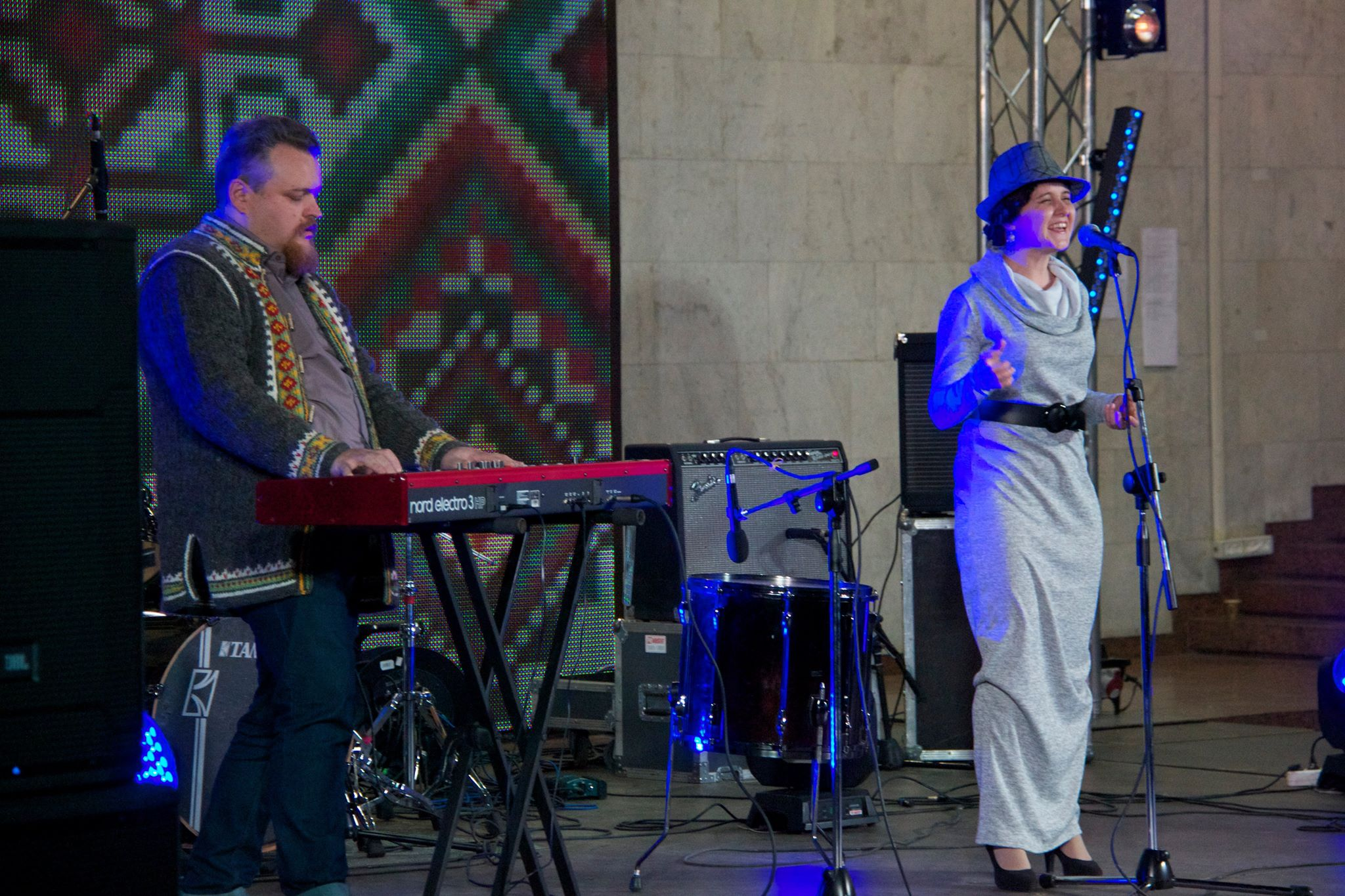
Коко Меланж — лауреати Київ етно мюзік фесту «Віртуози фолку» 2018 року.

Коко Меланж — український музичний проект піаніста, радіоведучого та журналіста Романа Коляди та етно-співачки Анастасії Колодюк.

## Історія
Дует був створений українським піаністом Романом Колядою.
Анастасія Колодюк, солістка групи, тривалий час співала в колективі «ДомРа», який був створений разом з джазовим домристом Віктором Соломіним. Під час співпраці вона познайомилася з Колядою. В той час Роман з Віктором об'єдналися в «Коляда Квартет».
Пізніше вони запросили Анастасію заспівати декілька пісень разом. Колодюк з Колядою об'єдналися в дует для роботи над матеріалом класичної джазової музики з домішками українського етно. Анастасія з Романом провели декілька квартирників у Києві, виступали на міжнародному форумі «Via Carpatia». Згодом Анастасія з Романом вирішили записати альбом проекту «Коко Меланж», назва якого пішла від перших букв прізвищ артистів, а «меланж» означає «суміш».
Коко Меланж — перша спільна програма музикантів. Фольклорний матеріал зібраний Анастасією Колодюк. З 2017 проект відбувся як колектив і спільно гастролює Україною.
У 2018 році колектив взяв участь у фестивалі Koktebel Jazz Festival-2018 в місті Чорноморську. В цьому ж році взяли участь у фільмі «JazzMore» присвяченому фестивалю. 20 вересня дует дав концерт в київському Caribbean Club Concert Hall.
21 січня 2019 року гурт виступив на музичному вечорі «РозКоляда» в Рівному.

## Нагороди
- 2018 — лауреат київського етномузичного фестивалю «Віртуози фолку»